# Nahunta (Georgia)
Nahunta település az Amerikai Egyesült Államok Georgia államában, Brantley megyében, melynek megyeszékhelye is. Lakosainak száma 1013 fő (2020. április 1.).

## Népesség
A település népességének változása:

| 2010 | 1 053 |
| 2020 | 1 013 |